# كوميغنيغو
كوميغنيغو هي كومونا (بلدية) في مقاطعة نفارة في منطقة بيمنتة الإيطالية ، وتقع على بعد حوالي 100 كيلومتر شمال شرق تورينو وحوالي 30 كيلومتر شمال نفارة .
تقع كوميغنيغو على حدود البلديات التالية: أرونا و بورجو تيتشينو و كاستيليتو سوبرا تيتشينو و دورميليتو و جاتاكو-فيرونو و أوليجيو كاستيلو .